# Polyalthia oblongifolia
Polyalthia oblongifolia este o specie de plante din genul Polyalthia, familia Annonaceae, descrisă de William Burck. Conform Catalogue of Life specia Polyalthia oblongifolia nu are subspecii cunoscute.